# دارچولا
دارچولا (به انگلیسی: Dharchula) یک منطقهٔ مسکونی در هند است که در بخش پتهورا گره واقع شده‌است. دارچولا ۷٬۰۳۹ نفر جمعیت دارد و ۹۴۰ متر بالاتر از سطح دریا واقع شده‌است.